# Candelario Obeso
Candelario Obeso Hernández (Santa Cruz de Mompox, 12 gennaio 1849 – Bogotà, 3 luglio 1884) è stato un poeta colombiano.
È stato figlio naturale del latifondista Eugenio María Obeso e della domestica di colore María della Croce Hernández. Ha studiato nella Scuola Pinillos di Mompox. Nel 1866 ha ottenuto una borsa di studio nella Scuola Militare di Bogotà e nel 1867 è entrato all'Università Nazionale della Colombia per studiare Ingegneria, Diritto e Scienze Politiche.

## Biografia
Nella sua breve vita ha svolto molteplici mestieri. È stato professore in una scuola di Sucre, capo del battaglione di Cacciatori nella guerra del 1876, tesoriere municipale di Magangué e grazie alla sua fedele amicizia con Tomás Cipriano de Mosquera è stato nominato console di Tours, in Francia e interprete nazionale in Panama dal 1872 al 1874.
Si dice che si innamorò perdutamente di una donna originaria del Bogotà di alta società alla quale inviò poemi d'amore, che lei rifiutò categoricamente. Con il cuore spezzato, il poeta si rifugiò nell'alcool e alla fine si sparò in petto, anche se non è totalmente chiaro se si trattò di un suicidio o di un incidente. Esiste una tomba con il suo nome nel cimitero di Mompox.

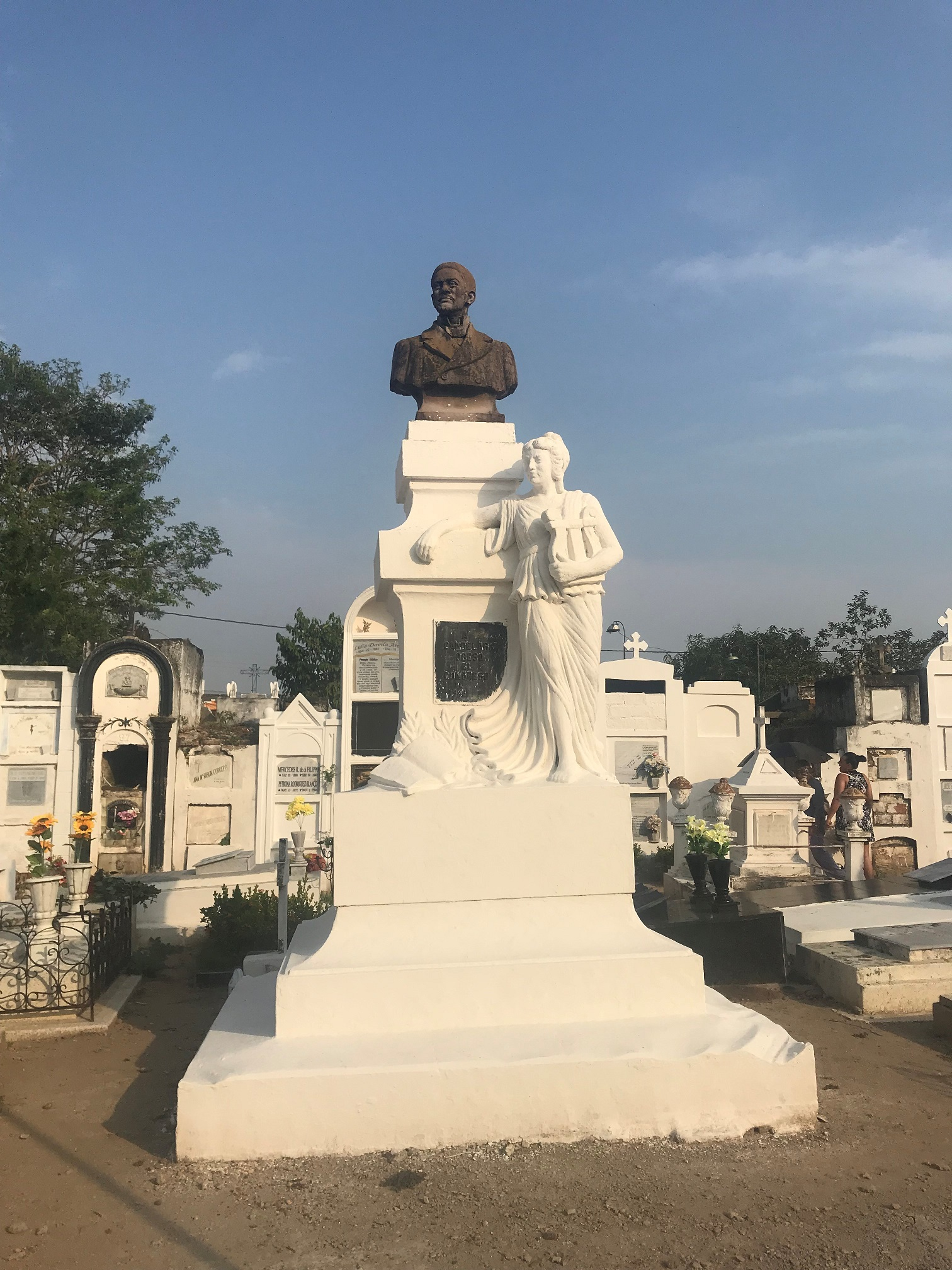
Tomba di Candelario Obeso nel cimitero di Mompox.

## Eredità
È conosciuto come il precursore della "Poesia Nera e oscura" in Colombia, narrando la quotidianità degli uomini neri di quel tempo con il linguaggio colloquiale delle comunità afrocolombiane della sua epoca.
Obeso ha tradotto l'Otello di Shakespeare e numerose opere di Víctor Hugo, Byron, Musset, Longfellow, tra gli altri. Ha scritto inoltre dei drammi, commedie, testi pedagogici e due romanzi - La Famiglia Pigmalione e Le cose del mondo - la sua opera più significativa è senza alcun dubbio, "Canti popolari della mia terra" (1877), nella quale tradusse tutta la tenerezza, il linguaggio, la sensibilità, l'astuzia e il lirismo della sua razza.
È stato anche un poeta dialettale (è considerato uno dei primi poeti di colore), è stato romanziere, drammaturgo e cattedratico. Poliglotta e poligrafo, ha tradotto in spagnolo Shakespeare, Musset, Víctor Hugo e Tennyson e ha realizzato traduzioni di poesie di Goethe e Jonathan Lawrence. La collezione Canti popolari della mia terra, pubblicata per la prima volta nel 1877, è la sua opera più importante, dove ha raccolto tutta la sua opera in versi, scritta con l'intento di raffigurare la lingua dialettale, tale come la udì tra i contadini delle sponde del fiume Magdalena.

## Opere
- La famiglia Pigmalione, 1871
- Canti popolari della mia terra, 1877
- Lettura per te, 1878
- Secondino il Calzolaio, 1880
- Lotta della vita, 1882